# 小山内貴哉
小山内 貴哉（おさない たかや、1993年6月15日 - ）は、北海道出身の元サッカー選手、サッカー指導者。現役時代のポジションはDF。

## 来歴
小学2年生でサッカーを始める。地元コンサドーレ札幌の育成組織であるジュニアサッカースクールで学び、札幌U-12を経て、札幌U-15に昇格後の2008年には高円宮杯U-15選手権大会で準優勝に貢献している。札幌U-18に昇格後は恵まれた体躯を活かし右サイドバックを主戦場にセンターバックも務めていた。高校3年生になるとU-18日本代表に招集され、AFC U-19選手権2012（予選）に出場するなど著しい成長を遂げ、同年開催のプレミアリーグイーストでは優勝に貢献した。
2011年は2種登録選手として登録され、10月8日天皇杯2回戦水戸戦の後半27分に上原慎也に代わり途中交代で公式戦初出場を果たした。11月13日、荒野拓馬、榊翔太、奈良竜樹、前貴之と共に2012年以降のトップチームへの昇格が発表された。前貴之と共に初のコンサドーレジュニアサッカースクール出身の選手となる。
2012年のプロ1年目のシーズンは度重なる負傷に悩まされ、公式戦の出場はヤマザキナビスコカップ予選リーグ第6節神戸戦に先発出場を果たした1試合に留まった。
2013年は新監督に就任した財前恵一の下、右サイドバックでレギュラーを務める日高拓磨が負傷離脱した事もあって、シーズン序盤から出場機会を掴み、4月7日J2第7節岡山戦でリーグ戦初出場初先発を果たし、以降4試合続けて先発で起用されていたが、5月12日J2第14節山形戦で負傷退場してしまい、以降シーズン終盤まで試合出場は適わなかった。11月20日の天皇杯4回戦甲府戦でセンターバックとしてフル出場。延長後半に1失点を喫し敗退してしまうものの、格上相手を試合終盤まで無失点に抑えるなど善戦した。
2015年6月、AC長野パルセイロへ育成型期限付き移籍。
2016年、福島ユナイテッドFCに期限付き移籍。
2016年12月2日、期限付き移籍先だった福島ユナイテッドFCへの完全移籍が発表された。
2017年、契約期間満了につき退団。同年12月に行われたJリーグ合同トライアウトに出場。
2018年、ラインメール青森FCに移籍。しかしわずか1年で退団となった。
2019年2月に現役引退を発表。
引退後は古巣の一般社団法人であるコンサドーレ北海道スポーツクラブに所属。サッカー指導者として活動し、4月に北海道紋別高等学校でサッカー指導に当たることとなった。

## 所属クラブ
ユース経歴
- コンサドーレジュニアサッカースクール
- コンサドーレ札幌ユースU-12 (札幌市立西小学校)
- コンサドーレ札幌ユースU-15 (札幌市立発寒中学校)
- コンサドーレ札幌U-18 (北海道札幌稲西高等学校)
  - 2011年 コンサドーレ札幌 (2種登録)

プロ経歴
- 2012年 - 2016年  コンサドーレ札幌
  - 2014年 - 2015年  Jリーグ・アンダー22選抜
  - 2015年6月 - 同年12月  AC長野パルセイロ (期限付き移籍)
  - 2016年 - 同年12月  福島ユナイテッドFC (期限付き移籍)
- 2017年  福島ユナイテッドFC
- 2018年  ラインメール青森FC

## 個人成績
| 国内大会個人成績 | 国内大会個人成績 | 国内大会個人成績 | 国内大会個人成績 | 国内大会個人成績 | 国内大会個人成績 | 国内大会個人成績 | 国内大会個人成績 | 国内大会個人成績 | 国内大会個人成績 | 国内大会個人成績 | 国内大会個人成績 |
| 年度             | クラブ           | 背番号           | リーグ           | リーグ戦         | リーグ戦         | リーグ杯         | リーグ杯         | オープン杯       | オープン杯       | 期間通算         | 期間通算         |
| 年度             | クラブ           | 背番号           | リーグ           | 出場             | 得点             | 出場             | 得点             | 出場             | 得点             | 出場             | 得点             |
| 日本             | 日本             | 日本             | 日本             | リーグ戦         | リーグ戦         | リーグ杯         | リーグ杯         | 天皇杯           | 天皇杯           | 期間通算         | 期間通算         |
| ---------------- | ---------------- | ---------------- | ---------------- | ---------------- | ---------------- | ---------------- | ---------------- | ---------------- | ---------------- | ---------------- | ---------------- |
| 2011             | 札幌             | 36               | J2               | 0                | 0                | -                | -                | 1                | 0                | 1                | 0                |
| 2012             | 札幌             | 35               | J1               | 0                | 0                | 1                | 0                | 0                | 0                | 1                | 0                |
| 2013             | 札幌             | 26               | J2               | 5                | 0                | -                | -                | 1                | 0                | 6                | 0                |
| 2014             | 札幌             | 26               | J2               | 11               | 1                | -                | -                | 0                | 0                | 11               | 1                |
| 2015             | 札幌             | 2                | J2               | 0                | 0                | -                | -                | -                | -                | 0                | 0                |
| 2015             | 長野             | 27               | J3               | 8                | 1                | -                | -                | 1                | 0                | 9                | 0                |
| 2016             | 福島             | 26               | J3               | 0                | 0                | -                | -                | 0                | 0                | 0                | 0                |
| 2017             | 福島             | 3                | J3               | 4                | 0                | -                | -                | -                | -                | 4                | 0                |
| 2018             | 青森             | 2                | JFL              | 10               | 1                | -                | -                | 1                | 0                | 11               | 1                |
| 通算             | 日本             | 日本             | J1               | 0                | 0                | 1                | 0                | 0                | 0                | 1                | 0                |
| 通算             | 日本             | 日本             | J2               | 16               | 1                | -                | -                | 2                | 0                | 18               | 1                |
| 通算             | 日本             | 日本             | J3               | 12               | 1                | -                | -                | 1                | 0                | 13               | 1                |
| 通算             | 日本             | 日本             | JFL              | 10               | 1                | -                | -                | 1                | 0                | 11               | 1                |
| 総通算           | 総通算           | 総通算           | 総通算           | 38               | 3                | 1                | 0                | 4                | 0                | 43               | 3                |

その他の公式戦
| 2014   | J-22   | -      | J3     | 1 | 0 | 1 | 0 |
| 2015   | J-22   | -      | J3     | 3 | 0 | 3 | 0 |
| 通算   | 日本   | 日本   | J3     | 4 | 0 | 4 | 0 |
| 総通算 | 総通算 | 総通算 | 総通算 | 4 | 0 | 4 | 0 |

- 公式戦初出場 - 2011年10月8日 天皇杯2回戦 対水戸ホーリーホック (札幌厚別公園競技場)
- Jリーグ初出場 - 2013年4月7日 J2第7節 対ファジアーノ岡山FC (カンスタ)
- Jリーグ初得点 - 2014年6月28日 J2第20節 対FC岐阜 (札幌厚別公園競技場)

## タイトル

### クラブ
コンサドーレ札幌U-18
- 高円宮杯U-18サッカーリーグ プレミアリーグ EAST（2011年）

## 代表歴
- 2011年 U-18日本代表

## サッカー指導歴
- 2019年4月 - 北海道紋別高等学校コーチ